# Contrôle audio-phonatoire
Le contrôle audio-phonatoire ou boucle audio-phonatoire est le processus indispensable à l'établissement d'une communication purement orale. Elle se compose de :
- la perception par la cochlée d'un son complexe (la parole est constituée de cette catégorie de sons)
- la transmission au cerveau, via l'organe de l'audition, d'une image du son, suivant ses caractéristiques fréquentielles et son timbre, et éventuellement modifiée par les phénomènes d'habituation et de suppléance mentale
- la soumission à un jugement de justesse tonale et d'esthétique (ce jugement est personnel et varie d'un individu à l'autre)
- la mise en place des organes phonateurs et des muscles qui les mettent en mouvement, suivant la qualité tonale que le sujet veut produire.